# پسه‌خور
پسه‌خور (به کردی: پەسەخۆر) روستایی از دهستان کلاشی از توابع بخش کلاشی شهرستان جوانرود در استان کرمانشاه ایران است.